# De Dion-Bouton Type AM
Der De Dion-Bouton Type AM ist ein Pkw-Modell aus der Anfangszeit des 20. Jahrhunderts. Hersteller war De Dion-Bouton aus Frankreich.

## Beschreibung
Die Zulassung durch die nationale Zulassungsbehörde erfolgte am 30. Oktober 1905. Es war das erste Modell dieses Herstellers dieser Hubraumklasse, somit gab es keinen Vorgänger.
Der De-Dion-Bouton-Einzylindermotor hat 110 mm Bohrung, 130 mm Hub, 1235 cm³ Hubraum, war damals in Frankreich mit 9 Cheval fiscal (Steuer-PS) eingestuft und leistet etwa genauso viel PS. Er ist vorne im Fahrgestell montiert und treibt über ein Dreiganggetriebe und eine Kardanwelle die Hinterräder an. Der Wasserkühler befindet sich unterhalb der Motorhaube vor der Vorderachse. Die Hinterachse ist eine De-Dion-Achse.
Die Basis bildet ein Pressstahlrahmen. Der Radstand beträgt wahlweise 2080 mm oder 2660 mm, die Spurweite 1185 mm. Die Vorderräder haben zehn Speichen, die Hinterräder zwölf.
Bekannt sind Aufbauten als Tonneau und Doppelphaeton.
Das Modell wurde bis 1906 angeboten und dann ohne Nachfolger eingestellt.